# Dekanat Police
Dekanat Police – jeden z dekanatów należący do archidiecezji szczecińsko-kamieńskiej.

## Parafie
Parafie na terenie Dekanatu Police:
- Nowe Warpno (pw. Wniebowzięcia NMP)
- Police (Niepokalanego Poczęcia Najświętszej Maryi Panny w Policach) – kościół pw. Niep. Poczęcia NMP
- Police (pw. św. Kazimierza w Policach)
- Police (pw. św. Ap. Piotra i Pawła w Policach)
- Tanowo (pw. Najśw. Serca Pana Jezusa)
- Trzebież (pw. Podwyższenia Krzyża);
- Niekłończyca (pw. Narodzenia Najświętszej Maryi Panny)

## Dziekan i wicedziekan
- Dziekan: ks. kan. dr Piotr Gałas[2]
- Wicedziekan: ks. kan. Waldemar Szczurowski
- Ojciec duchowny: ks. Wojciech Czerwiński